# Kameruns departement

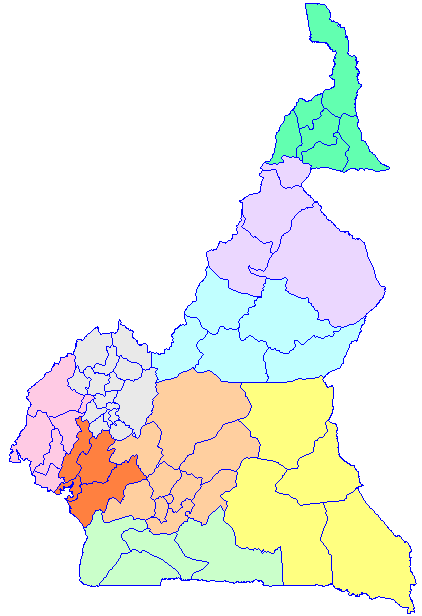
Kameruns regioner.

Kameruns departement (på franska départements du Cameroun) är 58 till antalet, och kan rent administrativt sägas motsvara Sveriges län. Departementen är i sin tur indelade i arrondissement och distrikt. Departementen listas nedan, uppdelade efter vilken av Kameruns tio regioner de tillhör.

## Adamaoua(Adamawa)

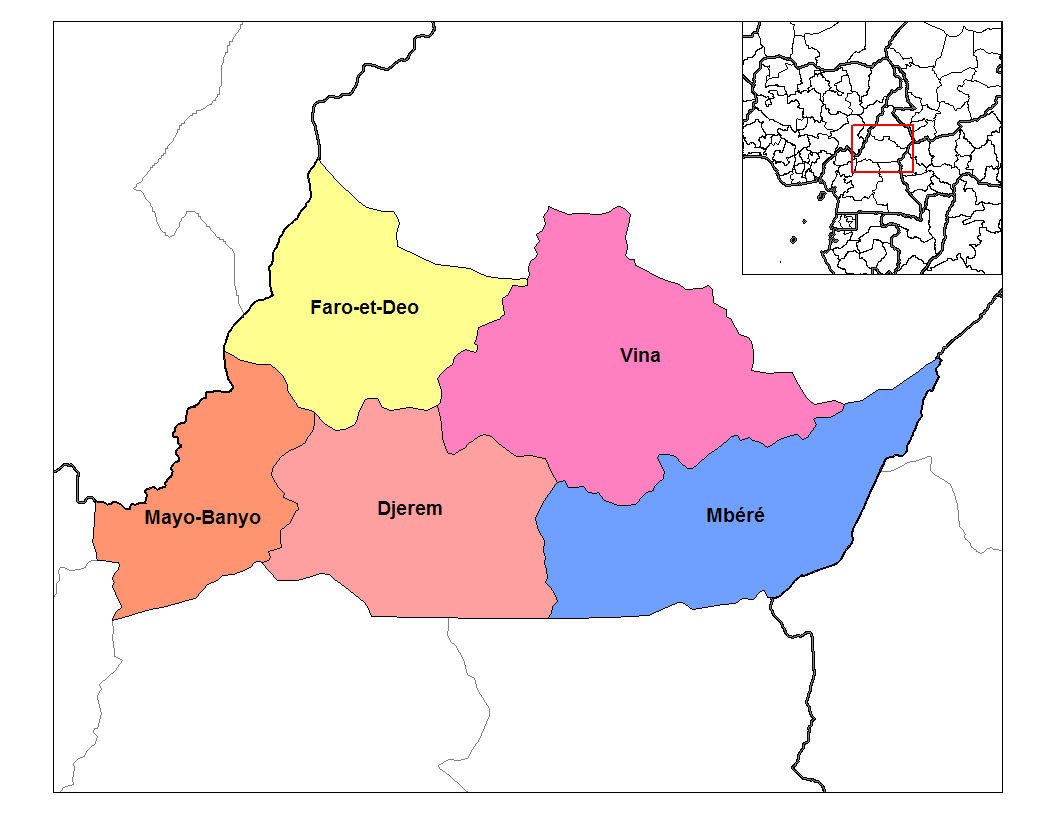
Departement i regionen Adamaoua.

Regionen Adamaoua omfattar följande fem departement:
1. Djérem
2. Faro-et-Déo
3. Mayo-Banyo
4. Mbéré
5. Vina, departement

## Centre

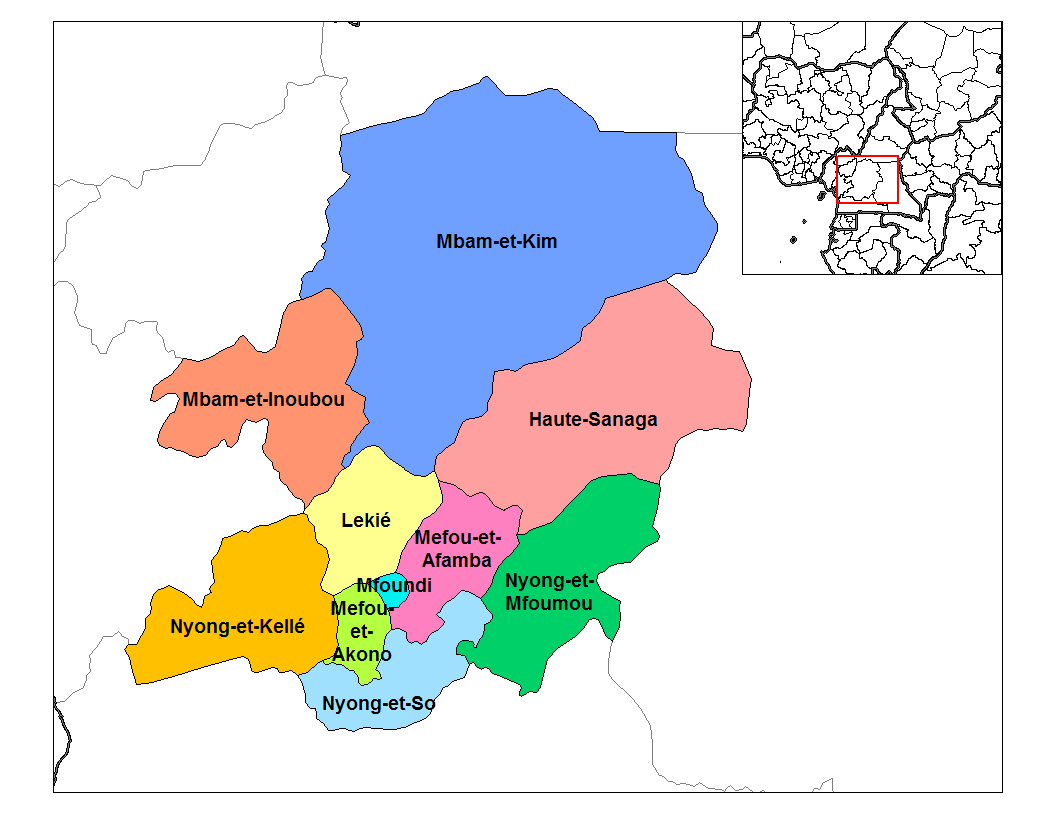
Departement i regionen Centre.

Regionen Centre omfattar följande tio departement:
1. Haute-Sanaga
2. Lekié
3. Mbam-et-Inoubou
4. Mbam-et-Kim
5. Méfou-et-Afamba
6. Méfou-et-Akono
7. Mfoundi
8. Nyong-et-Kéllé
9. Nyong-et-Mfoumou
10. Nyong-et-So'o

## Est

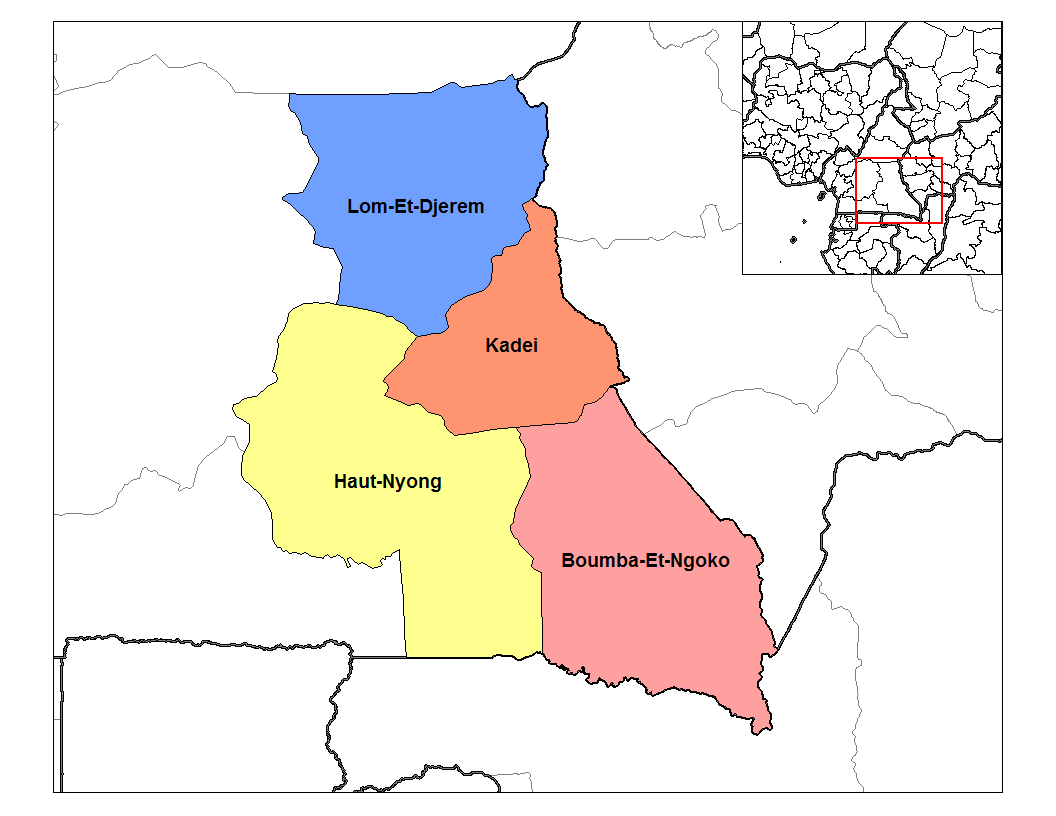
Departement i regionen Est.

Regionen Est omfattar följande fyra departement:
1. Boumba-et-Ngoko
2. Haut-Nyong
3. Kadey
4. Lom-et-Djerem

## Extrême-Nord

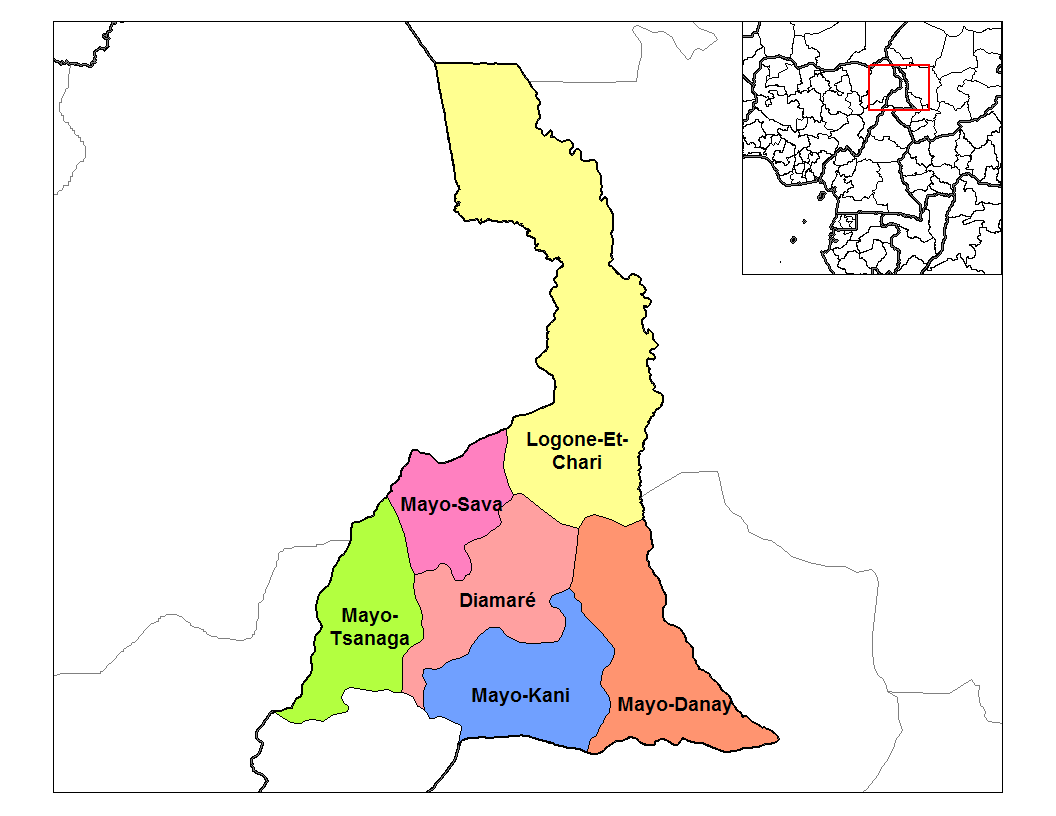
Departement i regionen Extrême-Nord.

Regionen Extrême-Nord omfattar följande sex departement:
1. Diamaré
2. Logone-et-Chari
3. Mayo-Danay
4. Mayo-Kani
5. Mayo-Sava
6. Mayo-Tsanaga

## Littoral

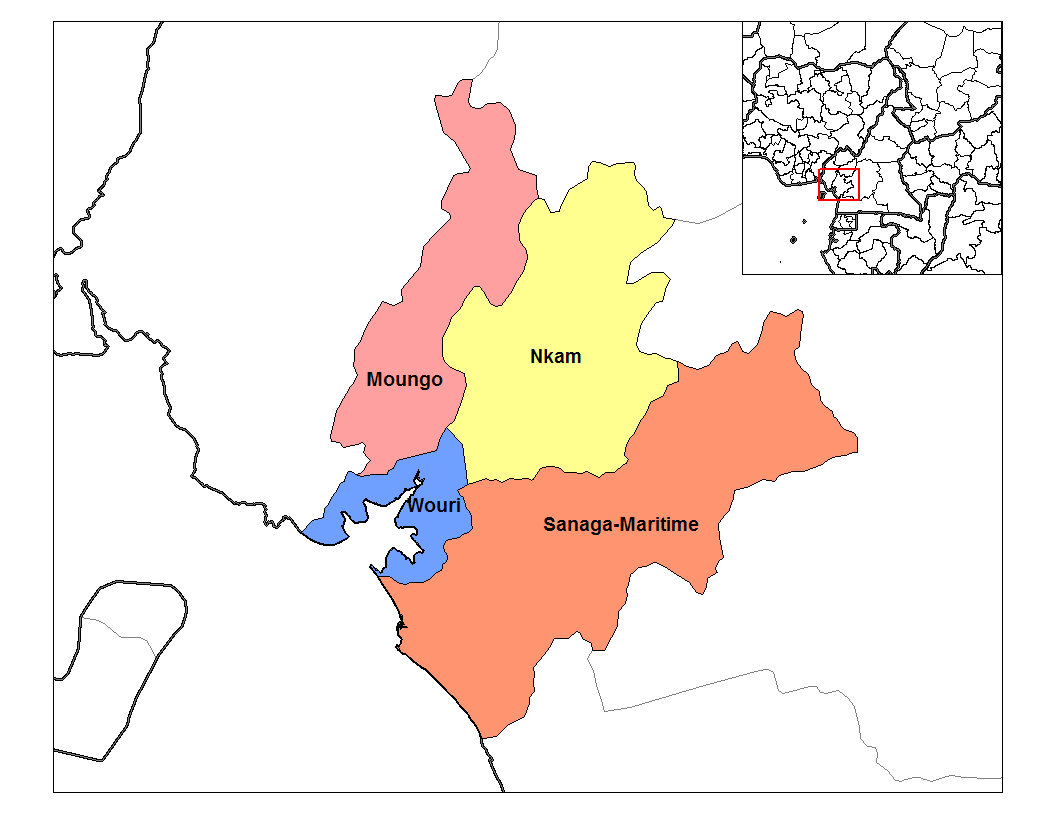
Departement i regionen Littoral.

Regionen Littoral omfattar följande fyra departement:
1. Moungo
2. Nkam
3. Sanaga-Maritime
4. Wouri

## Nord

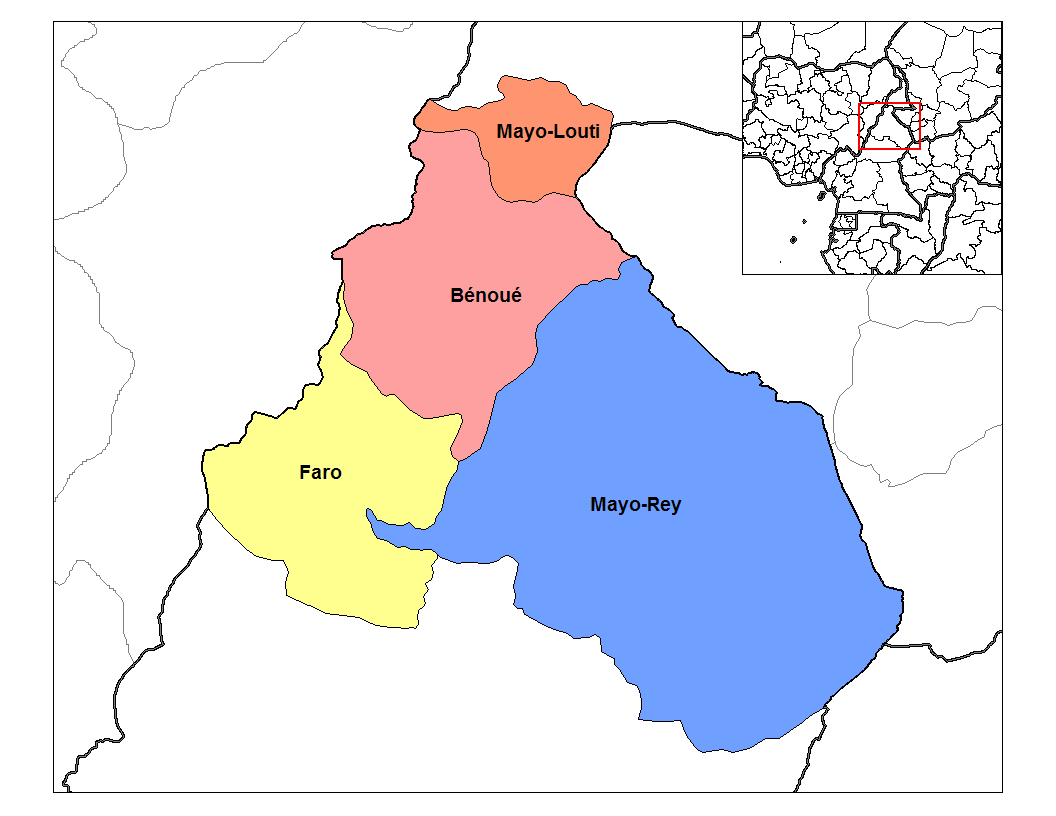
Departement i regionen Nord.

Regionen Nord omfattar följande fyra departement:
1. Bénoué
2. Faro
3. Mayo-Louti
4. Mayo-Rey

## Nord-Ouest

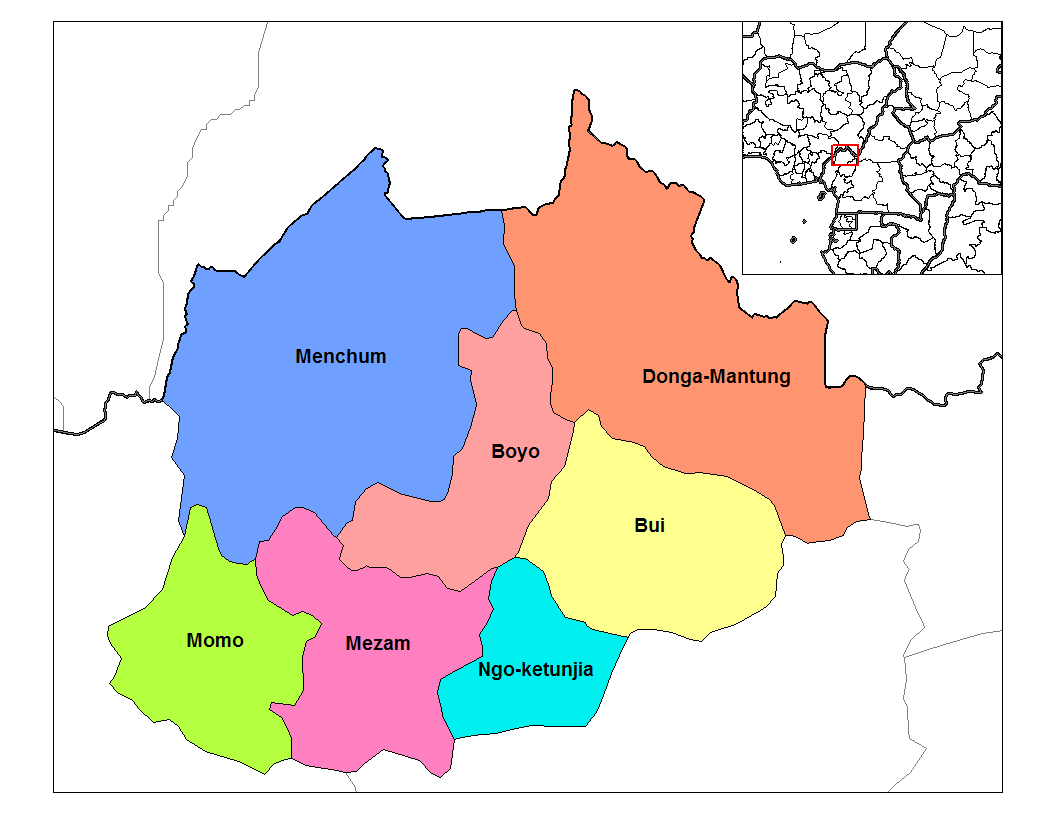
Departement i regionen Nord-Ouest.

Regionen Nord-Ouest omfattar följande sju departement:
1. Boyo
2. Bui
3. Donga-Mantung
4. Menchum
5. Mezam
6. Momo
7. Ngo-ketunjia

## Sud

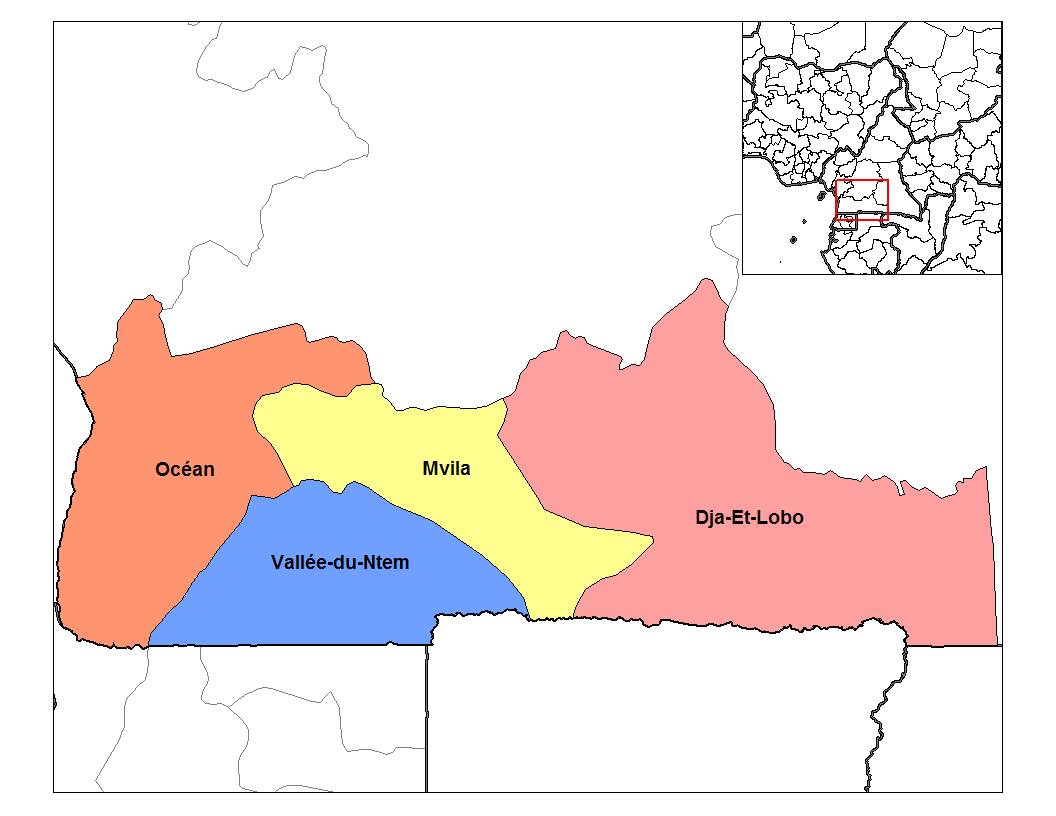
Departement i regionen Sud.

Regionen Sud omfattar följande fyra departement:
1. Dja-et-Lobo
2. Mvila
3. Océan
4. Vallée-du-Ntem

## Sud-Ouest

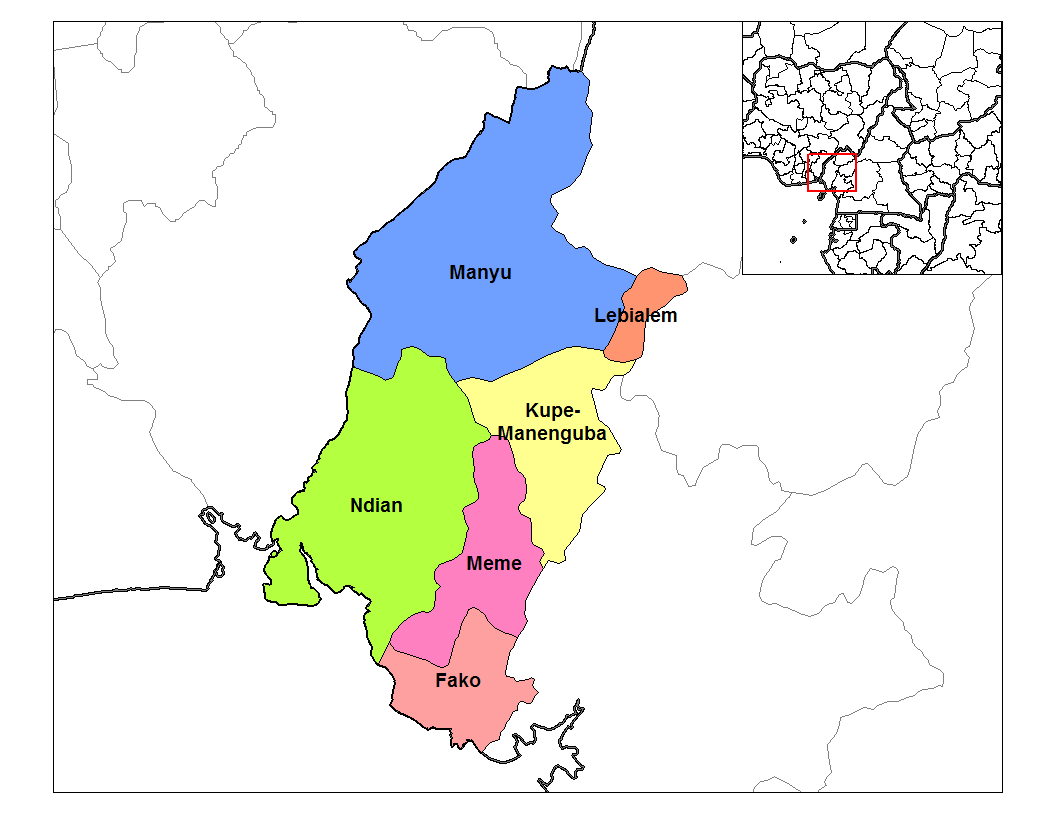
Departement i regionen Sud-Ouest.

Regionen Sud-Ouest omfattar följande sex departement:
1. Fako
2. Koupé-Manengouba
3. Lebialem
4. Manyu
5. Fako
6. Ndian

## Ouest

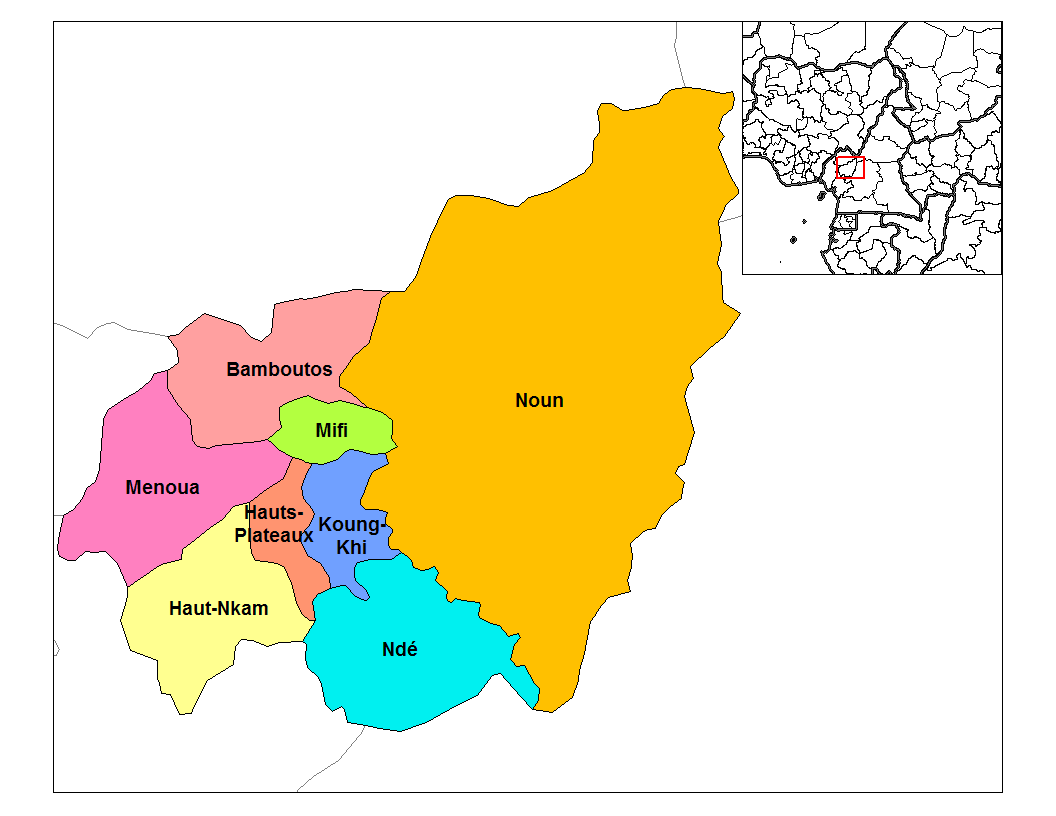
Departement i regionen Ouest.

Regionen Ouest omfattar följande åtta departement:
1. Bamboutos
2. Haut-Nkam
3. Hauts-Plateaux
4. Koung-Khi
5. Menoua
6. Mifi
7. Ndé
8. Noun